# Kabinett Kishida II
Das zweite Kabinett Kishida ist das 101. Kabinett Japans und wurde von Fumio Kishida gebildet, nachdem dieser am 10. November 2021 erneut zum Premierminister gewählt wurde. Die Ernennungen des Premier- und der anderen Minister fanden am gleichen Tag statt. Zuvor hatte die Regierungskoalition bei der Abgeordnetenhauswahl im Oktober 2021 unter leichten Verlusten ihre Mehrheit verteidigt.
Die Regierung ist eine Koalition zwischen der Liberaldemokratischen Partei und der Komeito und kontrolliert sowohl das Ober- als auch das Unterhaus des japanischen Parlaments. Es ist der mit Ausnahme des Außenministers, der in die LDP-Parteiführung wechselte, weitgehend personell identische Nachfolger des ersten Kabinetts Kishida.
Bei der Senatswahl im Juli 2022, kurz nach dem Attentat auf Shinzō Abe im Senatswahlkampf, baute die Koalition ihre Mehrheit aus. Am 10. August 2022 bildete Kishida das Kabinett um.

## Minister
| Ministerresort | Ministerresort (englisch) | Weitere Aufgaben | Bild | Minister                            | Parlamentsmandat (Kammer, Wahlkreis, Fraktion) | Faktion                              |
| --- | --- | --- | ---- | ----------------------------------- | ---------------------------------------------- | ------------------------------------ |
| Premierminister | Premierminister | - |      | Fumio Kishida                       | Abg., Hiroshima 1, LDP                         | Kishida                              |
| Allgemeine Angelegenheiten | Inneres und Kommunikation | - |      | Yasushi Kaneko                      | Abg., Kumamoto 4, LDP                          | Kishida                              |
| Justiz | Justiz | - |      | Yoshihisa Furukawa                  | Abg., Miyazaki 3, LDP                          | --                                   |
| Auswärtige Angelegenheiten | Auswärtige Angelegenheiten | - |      | Yoshimasa Hayashi                   | Abg., Yamaguchi 3, LDP                         | Kishida                              |
| Finanzen Besondere Aufgaben: Finanzsektor | Finanzen Besondere Aufgaben: Finanzsektor | „Überwindung der Inflation“ |      | Shun’ichi Suzuki                    | Abg., Iwate 2, LDP                             | Asō                                  |
| Kultus und Wissenschaft | Bildung, Kultus, Sport, Wissenschaft und Technologie | „Bildungserneuerung“ |      | Shinsuke Suematsu                   | Sen. (Klasse von 2016), Hyōgo, LDP             | Abe (anfangs noch Hosoda)            |
| Landwirtschaft, Forstwirtschaft und Fischerei | Landwirtschaft, Forstwirtschaft und Fischerei | - |      | Genjirō Kaneko                      | Sen. (Klasse von 2016), Nagasaki, LDP          | Kishida                              |
| Soziales und Arbeit | Gesundheit, Soziales und Arbeit | - |      | Shigeyuki Gotō                      | Abg., Nagano 4, LDP                            | --                                   |
| Wirtschaft und Industrie Besondere Aufgaben für wirtschaftliche Zusammenarbeit mit Russland, Organisation für Atomkraftentschädigungen und Reaktorstillegung          | Wirtschaft, Handel und Industrie | „Wettbewerbsfähigkeit der Industrie“ „wirtschaftliche Schäden durch Atomkraft“ |      | Kōichi Hagiuda                      | Abg., Tokio 24, LDP                            | Abe                                  |
| Land & Verkehr | Land, Verkehr, Infrastruktur und Tourismus | „Maßnahmen zum Wasserkreislauf“ |      | Tetsuo Saitō                        | Abg., Hiroshima 3, Kōmeitō                     | --                                   |
| Umwelt Besondere Aufgaben des Atomkraftkatastrophenschutzes | Umwelt Besondere Aufgaben des Atomkraftkatastrophenschutzes | - |      | Tsuyoshi Yamaguchi                  | Abg., Hyōgo 12, LDP                            | Nikai                                |
| Verteidigung | Verteidigung | - |      | Nobuo Kishi                         | Abg., Yamaguchi 2, LDP                         | Abe                                  |
| Chefkabinettssekretär | Chefkabinettssekretär | „Verringerung der Last der Stützpunkte in Okinawa“ „Förderung der Impfkampagne gegen die neuartige Coronavirus-Erkrankung“ (ab 1. April 2022) „Entführungsproblem“ [siehe Entführungen japanischer Staatsbürger durch die DVRK] |      | Hirokazu Matsuno                    | Abg., Chiba 3, LDP                             | Abe                                  |
| Digitalisierung Besondere Aufgaben der Deregulierung | Digitalisierung Besondere Aufgaben der Deregulierung | „Verwaltungsreform“ |      | Karen Maikishima                    | Abg., Kanagawa 17, LDP                         | Asō                                  |
| Wiederaufbau Besondere Aufgaben für Okinawa & Nordgebiete | Wiederaufbau Besondere Aufgaben für Okinawa & Nordgebiete | „umfassende Erholung vom Atomkraftunfall von Fukushima“ |      | Kōzaburō Nishime                    | Abg., Okinawa 4, LDP                           | Motegi (anfangs noch [Ex-]Takeshita) |
| Nationale Kommission für Öffentliche Sicherheit Besondere Aufgaben des Katastrophenschutz und Maritimes                                                               | Nationale Kommission für Öffentliche Sicherheit Besondere Aufgaben des Katastrophenschutz und Maritimes                                                               | „Stärkung der Zähigkeit des Landes“ [Regierungsprogramm zur Katastrophenschutzinfrastruktur] „Territorialkonflikte“ „öffentlicher Dienst“                                                                                       |      | Satoshi Ninoyu                      | Sen. (Klasse von 2016), Kyōto, LDP             | Motegi                               |
| Besondere Aufgaben der Geschlechtergleichstellung, Geburtenrückgang und Regionalbelebung                                                                              | Besondere Aufgaben der Geschlechtergleichstellung, Geburtenrückgang und Regionalbelebung                                                                              | „Aktivierung von Frauen“ „Politik für Kinder“ „Maßnahmen gegen Einsamkeit & Isolation“ |      | Seiko Noda                          | Abg., Gifu 1, LDP                              | --                                   |
| Besondere Aufgaben für Wirtschafts- und Fiskalpolitik | Besondere Aufgaben für Wirtschafts- und Fiskalpolitik | „Wirtschaftserneuerung“ „neuer Kapitalismus“ „Maßnahmen zum neuartigen Corona[virus] & Management der Gesundheitskrise“ „Reform des Sozialsicherungssystems für alle Generationen“                                              |      | Daishirō Yamagiwa                   | Abg., Kanagawa 18, LDP                         | Asō                                  |
| Besondere Aufgaben für Wissenschaft und Technologie Besondere Aufgaben für den Weltraum                                                                               | Besondere Aufgaben für Wissenschaft und Technologie Besondere Aufgaben für den Weltraum                                                                               | „Wirtschaftliche Sicherheit“ |      | Takayuki Kobayashi                  | Abg., Chiba 2, LDP                             | Nikai                                |
| Ohne Geschäftsbereich | Ohne Geschäftsbereich | Olympische & Paralympische Spiele Tokio (bis 31. März 2022) „Förderung der Impfkampagne gegen die neuartige Coronavirus-Erkrankung“                                                                                             |      | Noriko Horiuchi (bis 31. März 2022) | Abg., Yamanashi 2, LDP                         | Kishida                              |
| Besondere Aufgaben für Verbraucher- und Lebensmittelsicherheit Besondere Aufgaben für „Cool-Japan-Strategie“ Besondere Aufgaben für Förderung des geistigen Eigentums | Besondere Aufgaben für Verbraucher- und Lebensmittelsicherheit Besondere Aufgaben für „Cool-Japan-Strategie“ Besondere Aufgaben für Förderung des geistigen Eigentums | „Weltausstellung“ „symbiotische Gesellschaft“ „Aktivierung von Stadt, Mensch, Arbeit“ |      | Kenji Wakamiya                      | Abg., Verhältniswahl Tokio, LDP                | Motegi                               |